# Maxburretia furtadoana
Maxburretia furtadoana là loài thực vật có hoa thuộc họ Arecaceae. Loài này được John Dransfield mô tả khoa học đầu tiên năm 1978.